# Epilobium brachycarpum
Epilobium brachycarpum là một loài thực vật có hoa trong họ Anh thảo chiều. Loài này được C.Presl mô tả khoa học đầu tiên năm 1831.